# アクニステ
アクニーステ（ラトビア語: Aknīste; ( 発音); リトアニア語: Aknysta; ロシア語: Акнисте)は、ラトビアの町。同国南部のイェーカブピルス州アクニーステ市に位置し、リトアニアとの国境がすぐ近くにある。近辺にはディエンヴィドスセーヤ川（ラトビア語: Dienvidsusēja）が流れている。1298年の文献に初めてその名が登場し、17世紀から数世紀の間はリトアニア領であったが、20世紀初頭にパランガと引き換えにラトビア領となった。
ナチス・ドイツがバルト諸国を征服していた1941年7月18日には、ユダヤ人の大虐殺が起きた。